# Wilhelm Leuhusen (talman)
Wilhelm Leuhusen, född 1599, död 1667, var borgarståndets talman och Stockholms stads borgmästare.

## Biografi
Wilhelm Leuhusen föddes 1599. Han var son till l Hans Leuhusen. Leuhusen blev 1635 rådman i Stockholms stad och riksdagsman för borgarståndet i Stockholms stad vid riksdagen 1640, riksdagen 1650 och riksdagen 1654. Han var från 1663 till 1666 handelsborgmästare i Stockholms stad och riksdagsman för borgarståndet i Stockholms stad och borgarståndets talman vid riksdagen 1664. Leuhusen blev 1665 extra ordinarie kommissarie i kommerskollegium. Han avled 1667.